# Naveed
| Оценки критиков      | Оценки критиков |
| Источник             | Оценка          |
| -------------------- | --------------- |
| Allmusic             | [ 1 ]           |
| Cincinnati Post      | B+              |
| Sputnikmusic         | [ 3 ]           |
| Entertainment Weekly | B               |

Naveed — дебютный альбом канадской рок-группы Our Lady Peace, спродюсированный Арнольдом Ленни, выпущенный 22 марта 1994 года лейблом Sony Music Canada. Naveed стал коммерчески успешным в Канаде, разойдясь в количестве свыше 100,000 копий к концу года и став «платиновым». Название Naveed взято из персидского языка и переводится как «носитель хороших новостей». Это единственный альбом записанный при участии Криса Икрита, который был заменен в 1995 году на Дункана Котса.

## Список композиций
| №                   | Название            | Длительность |
| ------------------- | ------------------- | ------------ |
| 1.                  | «The Birdman»       | 5:15         |
| 2.                  | «Supersatellite»    | 3:44         |
| 3.                  | «Starseed»          | 4:07         |
| 4.                  | «Hope»              | 5:15         |
| 5.                  | «Naveed»            | 5:51         |
| 6.                  | «Dirty Walls»       | 3:46         |
| 7.                  | «Denied»            | 5:00         |
| 8.                  | «Is It Safe?»       | 3:48         |
| 9.                  | «Julia»             | 3:59         |
| 10.                 | «Under Zenith»      | 3:45         |
| 11.                 | «Neon Crossing»     | 3:11         |
| Общая длительность: | Общая длительность: | 47:37        |

## Участники записи
Our Lady Peace
- Крис Икрит — бас-гитара
- Райни Мэйда — вокал
- Джереми Таггарт — ударные, перкуссия
- Майк Тёрнер — гитара
- Фил Икс — соло на «Denied»

Производство
- Тед Йенсен — мастеринг
- Арнольд Ленни — аудиоинженер, продюсирование
- Терренс Ли — ассистент